# Hársfaformák
A hársfaformák (Tilioideae) a kétszikűek (Magnoliopsida) közé tartozó  mályvafélék (Malvaceae) egyik alcsaládja mintegy négyszáz fajjal. Sokáig önálló családnak (Tiliaceae) tekintették, és ekként a mályvavirágúak (Malvales) rendjébe sorolták őket.

## Elterjedésük, élőhelyük
Az alcsalád legtöbb faja a trópusokon él; az európai flórában csak a hárs (Tilia) nemzetség képviseli őket. Ennek Magyarországon három faja él:
- a kislevelű hárs (T. cordata) és
- a nagylevelű hárs (T. platyphyllos) levelei épek, szórt állásúak. Levéllemezük egyik fele általában nagyobb a másiknál. Hegy- és dombvidéki erdeink elegyfái. Mindkettő sok nyálka- és cseranyagot, valamint illóolajokat tartalmaz, így régóta használt gyógynövény.
- Az ezüst hárs (T. tomentosa) szárazabb tölgyerdőink gyakori faja.

A kis- és a nagylevelű hárs hibridje a közönséges hárs (T. europaea). Ennek levelei nagyok, de a fonákuk sápadtabb, mint a nagylevelű hárs leveleié, és termésük burka is simább.
A Kárpát-medencében előfordul még a csuklyás hárs (Tilia cucullata), ami nagylevelű hárs egy sajátosan kis levelű változata. Levele aljának szív alakú metszése mélyedést alkotva összenő.

## Megjelenésük, felépítésük
Többnyire fás növények, ritkábban lágyszárúak.
Virágaik általában bogernyőben nőnek, és a terméságazat repítő készüléke a virágzat tengelyére nőtt murvalevél. Sok porzójuk többnyire szabadon áll.
Termésük tok vagy makk.